# Geoffrey de Havilland
Capitão Sir Geoffrey de Havilland OM, CBE, AFC, RDI, FRAeS (High Wycombe, Buckinghamshire, Inglaterra, 27 de julho de 1882 — Watford, Hertfordshire, Inglaterra, 21 de maio de 1965) foi um engenheiro e pioneiro da aviação britânico, primo paterno das atrizes do cinema Olivia de Havilland e Joan Fontaine (ambas vencedoras do Oscar de melhor atriz).
A empresa aeronáutica que ele fundou produziu o Mosquito, que foi considerado o avião de guerra mais versátil já construído, e seu modelo Comet foi o primeiro avião a jato a entrar em produção.

## Contexto familiar
Filho do reverendo Charles de Havilland (que viera de uma família de Guernsey, nas Ilhas do Canal) e sua segunda esposa, Alice Jeannette Saunders. O meio-irmão de seu pai, Walter Augustus de Havilland (1872—1968), de quem Geoffrey era sobrinho, tornaria-se advogado de patentes com prática no Japão, e seria o pai das atrizes Olivia de Havilland (1916—2020) e Joan Fontaine (nascida Joan de Havilland; 1917—2013), ambas consagradas no cinema americano.

## Vida e carreira
Geoffrey cursou a escola de engenharia de Crystal Palace de 1900 a 1903. Terminados seus estudos interessou-se primeiro em engenharia automobilística, construindo carros e motocicletas. Também trabalhou com fabricantes de motores e ônibus.
Após casar-se em 1909 iniciou sua carreira de projetista e construtor de aeronaves, além de piloto, na qual permaneceu até o fim de sua vida.
Seu primeiro avião foi construído com dinheiro emprestado de seu avô materno. Sua construção levou dois anos e foi destruído durante seu primeiro voo, perto de Litchfield, Hampshire em setembro de 1910. Seus projetos seguintes tiveram mais sucesso e em 1912 bateu o recorde britânico de altitude, chegando a 10 500 pés (3,2 km) em uma aeronave por ele projetada.
Em dezembro de 1910, ingressou na HM Balloon Factory, em Farnborough, que depois se tornaria a Royal Aircraft Factory. Vendeu seu segundo avião (no qual aprendeu a voar) para seu novo empregador por 400 libras - o qual se converteu no Royal Aircraft Factory F.E.1, lá permaneceu por três anos envolvido em diversos projetos.

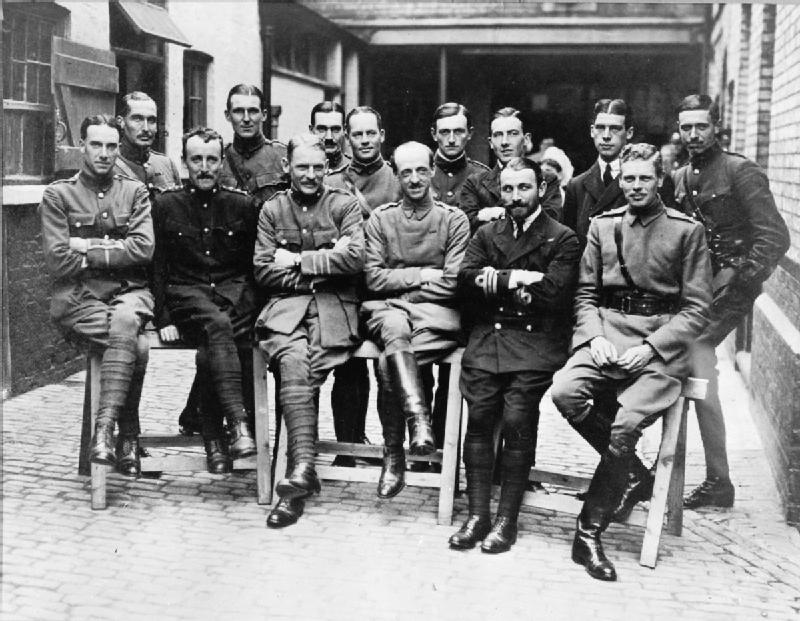
de Havilland (extrema esquerda), com colegas oficiais do RFC ca 1913.

Em janeiro de 1914, foi nomeado inspetor de aeronaves. Entretanto descontente de deixar seu trabalho de projeto de aeronaves em maio foi contratado como projetista chefe da Airco, em Hendon. Lá projetou várias aeronaves, todas contendo suas iniciais no nome DH. Várias de suas aeronaves foram usadas pela Força Aérea Inglesa durante a Primeira Guerra Mundial, na qual participou como "Tenente oficial de voo" no Royal Flying Corps a partir de 5 de agosto de 1914.
Quando, terminada a guerra, a Airco entrou em crise financeira e foi comprada pela Birmingham Small Arms Company, para produção de automóveis, De Havilland comprou parte do patrimônio e iniciou a de Havilland Aircraft Company em 1920.
De suas várias aeronaves, a que mais se destacou foi o Mosquito, durante a Segunda Guerra Mundial. Em 1960 a empresa foi comprada pela Hawker Siddeley Company.
Foi nomeado cavaleiro em 1944 e se aposentou da empresa em 1955. Ele continuou voando até a idade de 70, fazendo seu último vôo em um DH85 Leopard Moth, matrícula G-ACMA. Faleceu de hemorragia cerebral em 1965.